# Oscar Neebe
Oscar Neebe, né le 12 juillet 1850 à New York et mort le 22 avril 1916 à Chicago, est un militant syndicaliste et socialiste libertaire américain.

## Biographie
Fils d'émigrés allemands, il naît à New York mais c'est en Allemagne qu'il recevra son éducation. En 1866, il retourne aux États-Unis où il travaille comme ouvrier étameur à Chicago. Comme syndicaliste, il a organisé des manifestations ouvrières et des meetings anarchistes, dans la région de Chicago. Il collabore aux journaux Chicagoer Arbeiter Zeitung et Der Verbote et prend part à la création d'une section de l' International Working People's Association (I.W.P.A) à Chicago. Il est par ailleurs le fondateur de la Beer Wagon Drivers Union qui deviendra plus tard la puissante Teamsters Union (syndicat des camionneurs).
Le 4 mai 1886, il n'est pas présent lors du tragique meeting de Haymarket Square, mais est condamné le 20 août 1886 à quinze années de réclusion, malgré un manque flagrant de preuves. Il est réhabilité en 1893, après la révision du procès, et retrouve alors la liberté après sept ans d'emprisonnement. Il meurt le 22 avril 1916.
Neebe a écrit : "Nous, les socialistes, nous croyons grandement que les classes laborieuses s’éduqueront par elles-mêmes."

## Publication

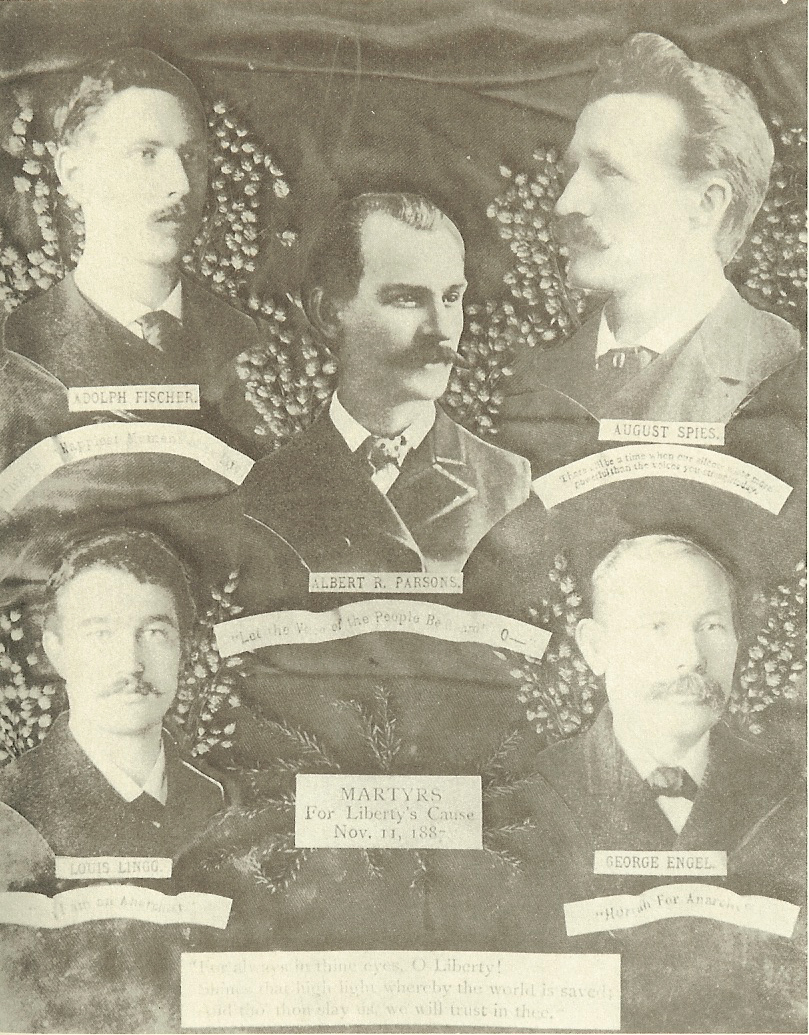
« The Haymarket Martyrs »

August Spies, Oscar W Neebe, Michael Schwab, Adolf Fischer, Louis Lingg, The famous speeches of the eight Chicago anarchists in court : when asked if they had anything to say why sentence of death should not be passed on them October 7, 8, and 9, 1886, Chicago, Lucy E. Parsons, publisher, 1910, notice.

## Notices
- Notices d'autorité :   - VIAF
  - ISNI
  - LCCN
  - Pays-Bas
  - WorldCat
- L'Éphéméride anarchiste : notice biographique.
- Centre international de recherches sur l'anarchisme (Lausanne) : notice bibliographique.